# Saint-Jeure-d'Andaure
Saint-Jeure-d'Andaure est une commune française, située dans le département de l'Ardèche en région Auvergne-Rhône-Alpes.
Le village, à l'aspect très nettement rural, positionné en dans une zone de la petite montagne ardéchoise et de taille modeste, dispose d'un temple protestant et d'une église.

## Géographie

### Situation et description
Rattachée à la Communauté de communes Val'Eyrieux Saint-Jeure-d'Andaure est situé entre le plateau du Vivarais-Lignon (à plus de 1 000 m d'altitude) et la vallée du Doux, à mi chemin entre Annonay et Privas.

### Communes limitrophes
Saint-Jeure-d'Andaure est limitrophe de six communes, toutes situées dans le département de l'Ardèche et réparties géographiquement de la manière suivante :

### Climat
Pour des articles plus généraux, voir Climat d'Auvergne-Rhône-Alpes et Climat de l'Ardèche.
En 2010, le climat de la commune est de type climat des marges montargnardes, selon une étude du CNRS s'appuyant sur une série de données couvrant la période 1971-2000. En 2020, Météo-France publie une typologie des climats de la France métropolitaine dans laquelle la commune est exposée à un climat de montagne ou de marges de montagne et est dans la région climatique Sud-est du Massif Central, caractérisée par une pluviométrie annuelle de 1 000 à 1 500 mm, minimale en été, maximale en automne.
Pour la période 1971-2000, la température annuelle moyenne est de 8,8 °C, avec une amplitude thermique annuelle de 16,8 °C. Le cumul annuel moyen de précipitations est de 1 126 mm, avec 8,9 jours de précipitations en janvier et 6,4 jours en juillet. Pour la période 1991-2020, la température moyenne annuelle observée sur la station météorologique de Météo-France la plus proche, « St-Agrève Rad », sur la commune de Saint-Agrève à 6 km à vol d'oiseau, est de 8,8 °C et le cumul annuel moyen de précipitations est de 1 044,3 mm,. Pour l'avenir, les paramètres climatiques de la commune estimés pour 2050 selon différents scénarios d'émission de gaz à effet de serre sont consultables sur un site dédié publié par Météo-France en novembre 2022.

### Hydrographie
Le territoire communal est longé, dans sa partie orientale, par le Doux, un affluent de la rive droite du Rhône.

### Voies de communication
Le territoire communal est principalement traversé par la route départementale 276 (RD276).

## Urbanisme

### Typologie
Au 1er janvier 2024, Saint-Jeure-d'Andaure est catégorisée commune rurale à habitat très dispersé, selon la nouvelle grille communale de densité à 7 niveaux définie par l'Insee en 2022.
Elle est située hors unité urbaine et hors attraction des villes,.

### Occupation des sols
L'occupation des sols de la commune, telle qu'elle ressort de la base de données européenne d’occupation biophysique des sols Corine Land Cover (CLC), est marquée par l'importance des forêts et milieux semi-naturels (76,8 % en 2018), en diminution par rapport à 1990 (80 %). La répartition détaillée en 2018 est la suivante : forêts (67,8 %), prairies (17,9 %), milieux à végétation arbustive et/ou herbacée (9 %), zones agricoles hétérogènes (5,4 %).
L'évolution de l’occupation des sols de la commune et de ses infrastructures peut être observée sur les différentes représentations cartographiques du territoire : la carte de Cassini (XVIIIe siècle), la carte d'état-major (1820-1866) et les cartes ou photos aériennes de l'IGN pour la période actuelle (1950 à aujourd'hui).

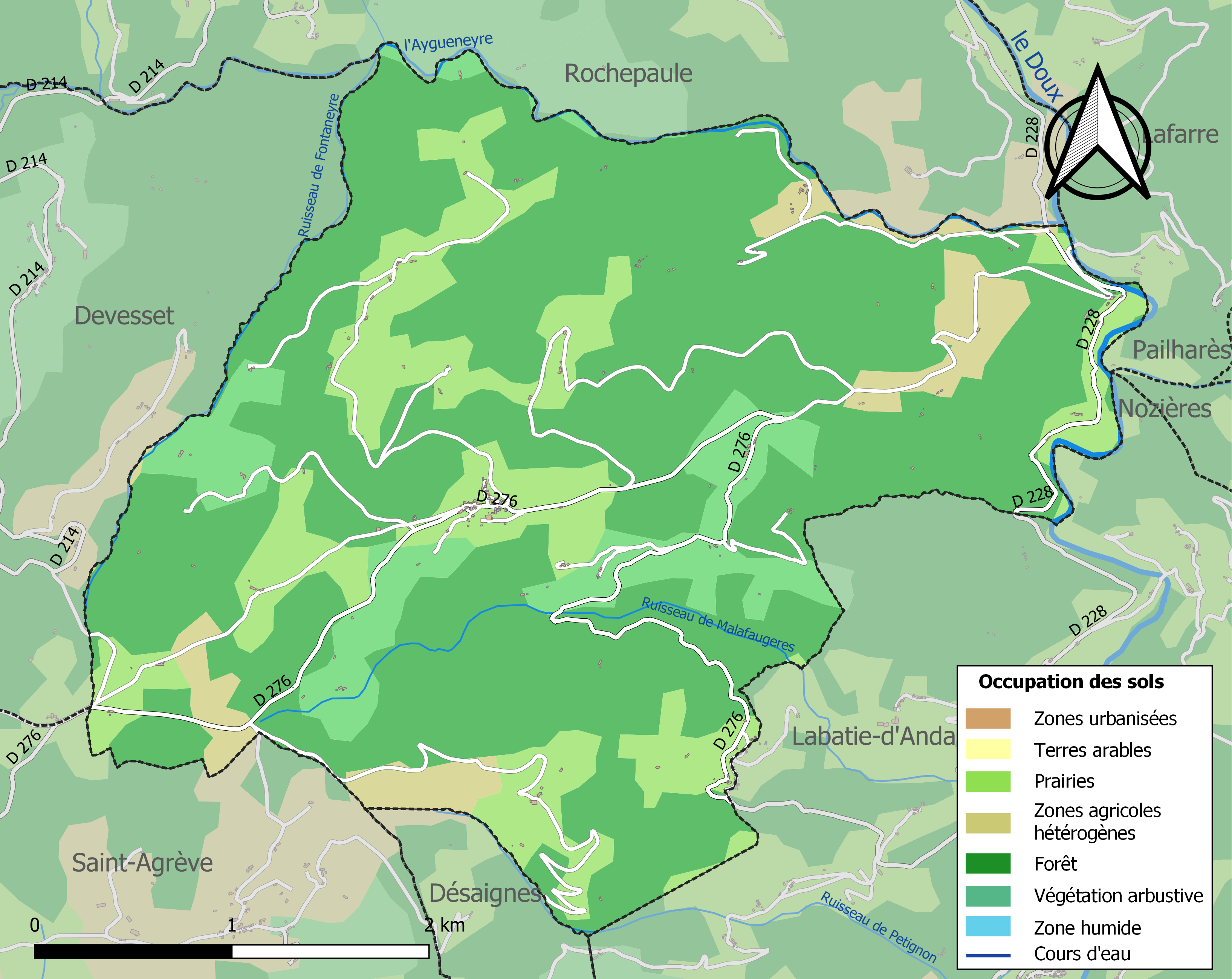
Carte des infrastructures et de l'occupation des sols de la commune en 2018 (CLC).

### Risques naturels

#### Risques sismiques
L'ensemble du territoire de la commune de Saint-Jeure-d'Andaure est situé en zone de sismicité no 2 (sur une échelle de 5), comme la plupart des communes situées sur le plateau et la montagne ardéchoise, mais non loin de zone de sismicité no 3, située sans la partie orientale du département de l'Ardèche.
| Type de zone | Niveau           | Définitions (bâtiment à risque normal) |
| ------------ | ---------------- | -------------------------------------- |
| Zone 2       | Sismicité faible | accélération = 1,1 m/s2                |

## Histoire
L'histoire de la commune de Saint-Jeure d'Andaure n'a pas de grandes particularités. [style à revoir] Au 14e siècle, Rodolphe de Saint-Jeure, ou Saint-Jeoire, épouse Philippa de Colombier, dame de Saint-Agrève et de La Bâtie-d’Andaure. Au siècle suivant, Marguerite de Saint-Jeure, fille d’un seigneur de La Bâtie-d’Andaure, épouse Jean Allier, seigneur de La Fressange. Par ailleurs, le village de Saint-Jeure-d’Andaure, en Ardèche, ne doit pas être confondu avec celui de Saint-Jeures en Haute-Loire (autrefois appelé Saint-Jeures-de-Bonnas), qui a été en 2021 l'objet d’articles concernant l'islamophobie.

### Toponymie
Peut-être ce mot d'Andaure associé aux noms de Saint-Jeure et de Labâtie un peu plus bas, il existe deux hypothèses : 
- la première est que ce fut là tout simplement le nom porté autrefois par une noble famille du pays qui se distingua par sa générosité. Le Sieur du pays donnait tout simplement le droit de chasser, pêcher et prendre du bois sur ses terrains et fit de nombreux legs ;
- la deuxième vient sûrement du nom du vent en occitan qui se dit aouro, auro (du latin aura), précédé de and/andé variante occitane de amb, « avec ». Andaure signifierait donc « avec le vent ».

## Politique et administration

### Liste des élus
| Période                                  | Période  | Identité         | Étiquette | Qualité                           |
| ---------------------------------------- | -------- | ---------------- | --------- | --------------------------------- |
| Les données manquantes sont à compléter. |          |                  |           |                                   |
| mars 2001                                | mai 2020 | Henri Seneclauze |           | Retraité salarié du secteur privé |
| mai 2020                                 | En cours | Aline Dubouis    |           | Commerçante                       |

## Population et société

### Démographie
L'évolution du nombre d'habitants est connue à travers les recensements de la population effectués dans la commune depuis 1793. Pour les communes de moins de 10 000 habitants, une enquête de recensement portant sur toute la population est réalisée tous les cinq ans, les populations de référence des années intermédiaires étant quant à elles estimées par interpolation ou extrapolation. Pour la commune, le premier recensement exhaustif entrant dans le cadre du nouveau dispositif a été réalisé en 2007.

En 2022, la commune comptait 101 habitants, en évolution de −2,88 % par rapport à 2016 (Ardèche : +2,48 %, France hors Mayotte : +2,11 %).
| 1793 | 1800 | 1806 | 1821 | 1831 | 1836 | 1841 | 1846 | 1851  |
| ---- | ---- | ---- | ---- | ---- | ---- | ---- | ---- | ----- |
| 642  | 589  | 720  | 731  | 751  | 750  | 900  | 906  | 1 015 |

| 1856 | 1861 | 1866 | 1872 | 1876 | 1881  | 1886  | 1891  | 1896  |
| ---- | ---- | ---- | ---- | ---- | ----- | ----- | ----- | ----- |
| 883  | 932  | 924  | 942  | 979  | 1 002 | 1 024 | 1 040 | 1 037 |

| 1901  | 1906 | 1911 | 1921 | 1926 | 1931 | 1936 | 1946 | 1954 |
| ----- | ---- | ---- | ---- | ---- | ---- | ---- | ---- | ---- |
| 1 026 | 951  | 847  | 689  | 647  | 628  | 556  | 464  | 352  |

| 1962 | 1968 | 1975 | 1982 | 1990 | 1999 | 2006 | 2007 | 2012 |
| ---- | ---- | ---- | ---- | ---- | ---- | ---- | ---- | ---- |
| 287  | 234  | 176  | 143  | 94   | 96   | 93   | 93   | 106  |

| 2017 | 2022 | - | - | - | - | - | - | - |
| ---- | ---- | - | - | - | - | - | - | - |
| 102  | 101  | - | - | - | - | - | - | - |

### Manifestations culturelles et festivités
Les animations par le comité des fêtes sont :
- concours de pétanque le 13 juillet ;
- bal et feu d'artifice le 27 juillet ;
- foire agricole.

### Enseignement
La commune est rattachée à l'académie de Grenoble.

### Médias
La commune est située dans la zone de distribution de deux organes de la presse écrite :
- L'Hebdo de l'Ardèche, journal hebdomadaire français basé à Valence et diffusé à Privas depuis 1999. Il couvre l'actualité de tout le département de l'Ardèche ;
- Le Dauphiné libéré, journal quotidien de la presse écrite française régionale distribué dans la plupart des départements de l'ancienne région Rhône-Alpes, notamment l'Ardèche. La commune est située dans la zone d'édition d'Annonay-Nord Ardèche.

### Culte
La communauté catholique et l'église de Saint-Jeure-d'Andaure (propriété de la commune) sont rattachées à la paroisse Saint Agrève en Vivarais qui compte huit autres communes. Cette paroisse dont le presytère (maison paroissiale) est située dans la commune de Saint-Agrève est, elle même, rattachée au diocèse de Viviers.

## Économie
Spécialités locales : picodon (AOC), charcuterie, châtaignes, bière artisanale de Saint-Agrève, miel de sapin et fruits de la vallée.

## Culture locale et patrimoine

### Lieux et monuments

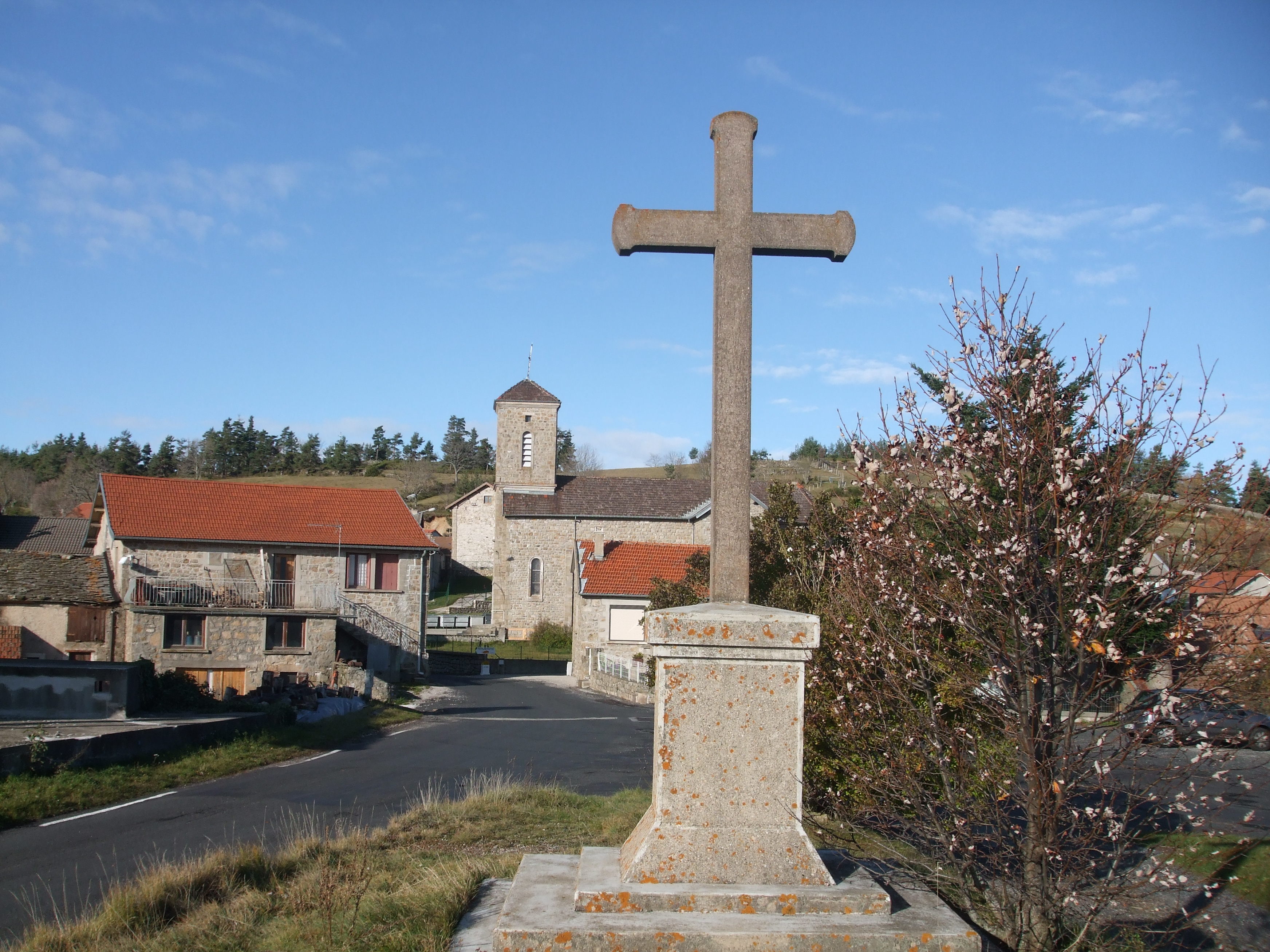
Calvaire et vue sur le village

Au centre du village se trouvent l'église, le temple, la mairie et un restaurant. En matière d'hébergement touristique, il existe deux gîtes loués par la mairie.
- Église Saint-Barthélemy.

- Temple de l'église protestante unie de France.

On peut y voir également une maison forte du XVIIe siècle encore visible au lieu-dit Laurençon. Elle peut être visitée lors des journées du patrimoine.
Une autre maison de caractère (Le Besset) est en pleine mutation : elle offrira aux visiteurs une exposition de sculptures et de peintures. C'est une galerie d'art contemporain qui comprend un parc de sculptures sur 25 hectares.
Louis Chapuis, enfant du village, a redessiné les plans de l'église lors de sa réfection au début du siècle dernier. L'église abrite une ancienne chaire.
Deux circuits pédestres ont vu le jour en 2009, avec au départ une aire de pique-nique et un point d'eau.

### Personnalités liées à la commune
- Lucie Vareilles (1916-2010), agricultrice, sujet principal du film documentaire Lucie, après moi le déluge, est née et a passé sa vie dans la commune.

### Héraldique
|  | Saint-Jeure-d'Andaure possède des armoiries dont l'origine et le blasonnement exact ne sont pas disponibles. |